# Personal Jesus
"Personal Jesus" är en låt av den brittiska gruppen Depeche Mode. Det är gruppens tjugotredje singel och den första från albumet Violator. Singeln släpptes den 29 augusti 1989 och nådde som bäst 13:e plats på den brittiska singellistan.
Musikvideon regisserades av Anton Corbijn och spelades in i Tabernasöknen i Almería i södra Spanien.
Det existerar många remixar av låten "Personal Jesus". Vid den här tiden började gruppen att bjuda in fler DJ:s och låtmixare för att komponera sina egna versioner av originallåtar. François Kevorkian, som mixade albumet Violator, mixade singelversionen, "Holier Than Thou Approach" och "Pump Mix" samt den mindre kända "Kazan Cathedral Mix". Den sistnämnda finns endast med på den begränsade 4-CD-utgåvan av Remixes 81–04, Sire Records samlingsalbum Just Say Da och den inofficiella franska utgåvan The Remixes 86>98.
Flood mixade den akustiska versionen och "Telephone Stomp Mix" samt singelversion och "Sensual Mix" av B-sidans "Dangerous". Daniel Miller har bidragit med två remixar av låten Dangerous: "Hazchemix" och "Hazchemix Edit".

## Personal Jesus 2011
En remixad version av singeln från 1989 utgavs den 30 maj 2011. B-sidans låtar är "Suffer Well (M83 Remix)" och "Slowblow (Darren Price Mix)".

## Utgåvor och låtförteckning
Samtliga sånger är komponerade av Martin Gore.
7", KassettMute / Bong17, CBong17 (UK)
1. "Personal Jesus" – 3:44
2. "Dangerous" – 4:20

7"Mute / GBong17 (UK)
1. "Personal Jesus" – 3:44
2. "Dangerous (Hazchemix Edit)" – 3:01
3. "Personal Jesus (Acoustic)" – 3:26

12", mini-CDMute / 12Bong17, CDBong17 (UK)
1. "Personal Jesus (Holier Than Thou Approach)" – 5:51
2. "Dangerous (Sensual Mix)" – 5:24
3. "Personal Jesus (Acoustic)" – 3:26

Limited 12", mini-CDMute / L12Bong17, LCDBong17 (UK)
1. "Personal Jesus (Pump Mix)" – 7:47
2. "Personal Jesus (Telephone Stomp Mix)" – 5:32
3. "Dangerous (Hazchemix)" – 5:34

CDMute / CDBong17X (EU)
1. "Personal Jesus" – 3:44
2. "Dangerous" – 4:20
3. "Personal Jesus (Acoustic)" – 3:26
4. "Dangerous (Hazchemix Edit)" – 3:01
5. "Personal Jesus (Holier Than Thou Approach)" – 5:51
6. "Dangerous (Sensual Mix)" – 5:24
7. "Personal Jesus (Pump Mix)" – 7:47
8. "Personal Jesus (Telephone Stomp Mix)" – 5:32
9. "Dangerous (Hazchemix)" – 5:34

CDSire/Reprise / 21328-2 (US)
1. "Personal Jesus" – 3:44
2. "Personal Jesus (Holier Than Thou Approach)" – 5:51
3. "Dangerous (Hazchemix)" – 5:34
4. "Personal Jesus (Pump Mix)" – 7:47
5. "Personal Jesus (Acoustic)" – 3:26
6. "Dangerous (Sensual Mix)" – 5:24
7. "Personal Jesus (Telephone Stomp Mix)" – 5:32
8. "Dangerous" – 4:20